# Таблица на производни
Основната операция при математическия анализ е намирането на производна. Тази страница дава производните на някои математически функции в табличен вид. В таблиците f и g са диференцируеми функции, от реални числа и c е реално число. Тези формули са достатъчни за диференцирането на всяка елементарна функция.

## Основни правила за диференциране
{\displaystyle \left({cf}\right)'=cf'}
{\displaystyle \left({f\pm g}\right)'=f'\pm g'}
{\displaystyle \left({fg}\right)'=f'g+fg'} (правило Лайбниц)
{\displaystyle \left({f \over g}\right)'={f'g-fg' \over g^{2}},\qquad g\neq 0}
{\displaystyle (f^{g})'=\left(e^{g\ln f}\right)'=f^{g}\left(f'{g \over f}+g'\ln f\right),\qquad f>0}
{\displaystyle (f(g(x)))'=f'(g(x))\cdot g'(x)} – правило за диференциране на сложни функции
{\displaystyle f'=(\ln f)'f,\qquad f>0}
{\displaystyle (f^{c})'=c\left(f^{c-1}\right)f'}

## Производни наелементарнифункции
{\displaystyle (ax^{n})'=nax^{n-1},n\in \mathbb {N} }
{\displaystyle x'=1}
{\displaystyle C'=0}
{\displaystyle (e^{x})'=e^{x},x\neq 0}
{\displaystyle (a^{x})'=a^{x}ln(a),a>0,x\neq 0}
{\displaystyle (\ln(x))'={\frac {1}{x}},x>0}
{\displaystyle (\log _{a}(x))'={\frac {1}{xln(a)}},x>0}

## Производни натригонометричнифункции
| {\displaystyle (\sin x)'=\cos x\,}                                                                     | {\displaystyle (\sin ^{-1}x)'={1 \over {\sqrt {1-x^{2}}}}\,}        |
| {\displaystyle (\cos x)'=-\sin x\,}                                                                    | {\displaystyle (\cos ^{-1}x)'=-{1 \over {\sqrt {1-x^{2}}}}\,}       |
| {\displaystyle (\operatorname {tg} \ x)'=\sec ^{2}x={1 \over \cos ^{2}x}=1+\operatorname {tg} ^{2}x\,} | {\displaystyle (\operatorname {tg} ^{-1}x)'={1 \over 1+x^{2}}\,}    |
| {\displaystyle (\sec x)'=\sec x\operatorname {tg} x\,}                                                 | {\displaystyle (\sec ^{-1}x)'={1 \over \|x\|{\sqrt {x^{2}-1}}}\,}   |
| {\displaystyle (\csc x)'=-\csc x\operatorname {cotg} x\,}                                              | {\displaystyle (\csc ^{-1}x)'=-{1 \over \|x\|{\sqrt {x^{2}-1}}}\,}  |
| {\displaystyle (\operatorname {cotg} x)'=-\csc ^{2}x={-1 \over \sin ^{2}x}\,}                          | {\displaystyle (\operatorname {cotg} ^{-1}x)'=-{1 \over 1+x^{2}}\,} |

## Производни наспециалнифункции
|  | Тази страница частично или изцяло представлява превод на страницата List_of_differentiation_identities в Уикипедия на английски. Оригиналният текст, както и този превод, са защитени от Лиценза „Криейтив Комънс – Признание – Споделяне на споделеното“, а за съдържание, създадено преди юни 2009 година – от Лиценза за свободна документация на ГНУ. Прегледайте историята на редакциите на оригиналната страница, както и на преводната страница, за да видите списъка на съавторите. ВАЖНО: Този шаблон се отнася единствено до авторските права върху съдържанието на статията. Добавянето му не отменя изискването да се посочват конкретни източници на твърденията, които да бъдат благонадеждни. |